# Tea (televíziós sorozat)
A Tea egy magyar szituációs komédia (angolul sitcom), a TV2 kereskedelmi csatorna egyik saját gyártású sorozata, amit 2002. október 30-án mutattak be. Érdekesség, hogy kicsivel a debütálása után kezdte el adni a konkurens RTL Klub az azonos műfajú, szintén egy italról elnevezett vígjátéksorozatát (Limonádé).
A széria hagyományaiban az amerikai sitcomokat követi, például itt is hat csetlő-botló fiatal életébe pillanthatunk bele, és a poénos jelenetekben az alákevert nevetés is jellemző. A rendező bevallása szerint a népszerű amerikai sitcom, a Jóbarátok stílusát szerették volna ötvözni a magyar sajátosságokkal. Szintén jellemző, hogy a cselekmény többnyire egy, maximum 2-3 helyszínen játszódik, beépített műteremben, díszletek között. Külső helyszíni jelenetek csak elvétve fordulnak elő.
A készítők hosszú távra tervezték a sorozatot, a csatorna pedig nagyon bízott a sikerességében, ezért is rakták a szombat esti főműsoridőbe, megszakítva ezzel a Big Brother c. valóságshowt. A Tea azonban nem hozta a várt nézettséget, így csakhamar átkerült a késő esti műsorsávba, így jellemzően este 11 és éjfél körül sugározták. Összesen 33 epizódot ért meg, az utolsó részt 2003. június 21-én adták le.
A sorozatot 2006-ban ismételte meg a mostanra már megszűnt Írisz TV, illetve 2015-ben a Super TV2.

## Cselekmény
Félix, Péter és Dedi 25 évesek, a gimnázium óta elválaszthatatlan barátok. Egyikük sem a munka hőse, inkább többé-kevésbé céltalanul, de vidáman és optimistán tengődő fiatalok.
Félix nagymamája egy dúsgazdag, több vállalkozást is üzemeltető, rámenős idős hölgy, egyetlen gyermeke – Félix apja – azonban nemigen alkalmas a családi vagyon biztonságos gyarapítására, lévén megbízhtatlan, exhibicionista életművész, ötvenes éveiben járó, a mai napig hihetetlenül aktív, és hihetetlenül sikertelen popénekes. Félix nagymamájának, aki mindvégig titokzatos homályban marad, ezért egyetlen reménye egy szem unokája. Próbaképpen ügyvédje útján Félixre bízza jól menő budai teázóját, méghozzá nem kis téttel: ha a fiú sikerrel viszi az üzletet, alkalmas lesz az egész vagyon örökösének szerepére is. Félix át is veszi a teázót, a szó szoros értelmében bekvártélyozva oda magát és barátait.
Péter, a korosodó manager-asszonyok tanítására szakosodott, de egyéb szolgáltatásokra nem hajlandó teniszoktató ezentúl itt tölti az időt két edzés között (és az edzések gyakoriságát figyelembe véve ez gyakorlatilag a nyitástól zárásig terjedő időszak), Dezső, alias Dedi pedig itt tanulmányozza nap mint nap, teljes munkaidőben az álláshirdetéseket, itt piheni ki a ritka interjúk és a még ritkább, de annál rövidebb munkaviszonyok kudarcait.
A teázó üzletvezetője már évek óta egy roppant vonzó, fiatal hölgy, Betty – az új tulajdonos és közötte természetesen folyamatos a nézeteltérés az üzletmenetet illetően, főleg, hogy a titokzatos nagymama, akivel még ő sem találkozott, annak idején teljesen szabad kezet adott neki. A történet másik két állandó szereplője Éva, a nem ezen a világon élő, szórakozott csellista és Edina, a jópofa, laza és rendkívül lusta idegenvezetőnő, akik a teázó feletti lakást bérlik közösen, és magától értetődő természetességgel használják a teázót második otthonukként – különösképpen azóta, hogy a három fiú megjelent.

## Szereplők

### Főszereplők
- Páncél Félix – Csizmadia Gergely
- Szabó Erzsébet "Betty" – Rónai Aranka
- Reményi Péter – Simon Kornél
- Lotz Edina – Lass Bea
- Péntek Dezső "Dedi" – Janicsek Péter
- Éva Éva – Mazányi Eszter

### Állandó mellékszereplők
- Szonja (Péter nővére) – Kerekes Éva
- Regina nővér – Básti Juli
- Páncél Béla – Frenreisz Károly
- Artúr (pincér) – Kardos Róbert

## Érdekesség
- Páncél Félix szerepét eredetileg Almási Sándor alakította volna (a trailer első verziója még vele készült el), ám ismeretlen okokból mégis Csizmadia Gergely kapta a főszerepet.

## Élet a sorozat után
- Csizmadia Gergely: A sorozat megszűnése után is sokáig a képernyőn maradt. Ő lett a TV2 All you need is love c. műsorának házigazdája. Jelenleg a Székesfehérvári Vörösmarty Színház művésze.
- Lass Bea: Egy ideig a TV2 Tripla vagy semmi c. műsorában dolgozott műsorvezetőként. Miután felvették a Színművészeti Egyetemre, eltűnt a képernyőről. 2012-ben az X-Faktor zenei tehetségkutatóban tűnt fel ismét, ahol bekerült a 25 továbbjutó közé.
- Mazányi Eszter: Belőle is műsorvezető lett, ám ő a konkurens RTL Klub kereskedelmi csatornánál kapott állást. Egy mozifilmekkel foglalkozó műsort vezetett.
- Simon Kornél: A sorozat után a közönség színházban is láthatta őt, valamint reklámfilmekben szerepelt. 2006-ban a Szabadság, szerelem c. játékfilmben játszotta az egyik vízilabdázó szerepét. Illetve 2008-ban játszott az Eszter hagyatéka c. filmben is. Jelenleg a Centrál Színház tagja.
- Janicsek Péter: Őt jobbára reklámfilmekben láthatjuk. Továbbá játszott a Csak szex és más semmi és a Kaméleon c. filmekben. Jelenleg a Centrál Színház tagja.